# Estela (biologia)
Estela (do grego: stele, coluna) é a designação dada em morfologia vegetal à parte central do caule e da raiz das plantas vasculares que contém os tecidos derivados do procâmbio, incluindo os tecidos vasculares (xilema e floema) e os outros tecidos que os acompanham, como o parênquima medular e interfascicular, fibras do esclerênquima e o periciclo. O periciclo, quando está presente, marca o limite externo da estela. Imediatamente fora da estela está a endoderme, que se considera a camada mais interna do córtex. Nas plantas com crescimento secundário a estrutura original da estela fica distorcida pelo crescimento posterior.

## Descrição
O conceito de estela foi desenvolvido no século XIX pelos botânicos franceses P. E. L. van Tieghem e H. Doultion como um modelo para explicar as relações entre o caule e a raiz e a evolução da morfologia das plantas vasculares. 
O conceito quando aplicado às diversas morfologias conhecidas levou à construção de vários sistemas de classificação distintos, colocando cada tipo de estelas em agrupamentos diferentes. Actualmente as classificações mais correntes dividem as estelas em dois tipos principais: (1) as protostelas; e (2) as sifonostelas. Estes tipos são depois subdivididos em categorias de acordo com diversos aspectos da sua morfologia.

### Protostela
As primeiras plantas vasculares tinham caules com um núcleo central de tecido vascular. Este núcleo consistia num cordão cilíndrico de xilema, rodeado de floema. Em torno do tecido vascular pode existir uma endoderme que regula o fluxo de água para a dentro e para fora do sistema vascular. Esta disposição dos tecidos centrais denomina-se protostela.
Existem três tipos básicos de protostela:
- Haplostela — consiste num núcleo cilíndrico central de xilema rodeado por un anel de floema. Geralmente, um endoderme rodeia a estela. As haplostelas centrarcas (protoxilema no centro e metaxilema na periferia) são predominantes nas Rhyniophyta, como a planta fóssil do género Rhynia.
- Actinostela — a parte central apresenta um perfil com ondulações ou lóbulos em vez de ser cilíndrica. Esta estela encontra-se em muitas espécies do género Lycopodium e géneros relacionados. As actinostelas apresentam uma disposição exarca (protoxilema externo e metaxilema interno) e constam de vários cordões de protoxilema no extremo dos lóbulos do metaxilema. As protostelas exarcas são características da linhagem das licófitas.
- Plectostela — é uma protostela com regiões com placas de xilema rodeadas de floema. Estas placas discretas estão interconectadas em secção longitudinal, ainda que pareçam separadas em secção transversal. Alguns licopódios modernos apresentam caules com plectostelas. A plectostela poderia derivar da actinostela.

### Sifonostela
As sifonostelas apresentam uma região de tecido parenquimático chamada medula, por dentro da camada de xilema. Os tecidos vasculares rodeiam a medula como um cilindro oco. As sifonostelas frequentemente apresentam zonas onde os cordões vasculares estão interrompidos e ocupados por parênquima, situadas nos pontos onde se originam as folhas (megafilos, tipicamente), e denominadas lacunas foliares.
As sifonostelas podem ser ectofloicas (com o floema mais externo do que o xilema) ou anfifloicas (com camadas externas e internas de floema e o xilema entre elas). Entre as plantas vivas, muitos pteridófitos e algumas angiospérmicas asterídeas apresentam estela anfifloica.
As estelas anfifloicas podem ser de vários tipos:
- Solenostela — o cilindro vascular contém apenas uma lacuna foliar em cada secção transversal (não havendo sobreposição entre as lagunas foliares). Este tipo de estela actualmente encontra-se principalmente em pteridófitos;
- Dictiostela — apresenta muitas lacunas foliares no cilindro vascular em cada secção transversal. As numerosas lacunas foliares e rastos ou traços foliares conferem à dictiostela a aparência de múltiplas ilhas de xilema rodeadas de floema. Cada uma das unidades aparentemente isoladas da dictiostela pode ser designada por meristela. Entre as plantas vivas, apresentam este tipo de estela alguns fetos.

A maior parte das plantas com semente apresentam uma disposição vascular que se considera derivada da sifonostela, em geral designada por eustela:
- Eustela — os tecidos vasculares primários constam de feixes vasculares, que formam geralmente um ou dois anéis em redor da medula. Para além de ocorrer nos caules primários de gimnospermas e nos caules da maioria das dicotiledóneas herbáceas, aparece também nas raízes de monocotiledóneas. Os feixes vasculares duma eustela podem ser colaterais (com floema só num dos lados do xilema) ou bicolaterais (com floema em ambos os lados do xilema, como nas Solanaceae).

Existe uma variante ou subtipo da eustela que se encontra em monocotiledóneas como o milho e o centeio, que apresenta numerosos feixes condutores espalhados pelo talo, e que se denomina atactostela.